# Giuseppina Gabriella Bonino
Blahoslavená Giuseppina Gabriella Bonino (5. září 1843 Savigliano – 8. února 1906 Savona) byla italská římskokatolická řeholnice a zakladatelka kongregace Sester Svaté rodiny ze Savigliana. Katolická církev jí uctívá jako blahoslavenou.

## Život
Narodila se 5. září 1843 v Saviglianu jako jediné dítě Domenica Bonino a Giuseppiny roz. Ricci. O den později byla pokřtěna jako Anna Maria Maddalena Giuseppina. Roku 1850 přijala První svaté přijímání a o rok později přijala svátost biřmování.
Roku 1855 se přestěhovala do Turína a roku 1861 složila se svolením svého duchovního otce soukromý slib věčného panenství. Studovala na střední škole Sester svatého Josefa. Roku 1869 se vrátila do svého rodného města, aby se staral o svého umírajícího otce. Její otec zemřel 16. ledna 1874. Roku 1876 prodělala operaci páteře, kdy jí byl odebrán tumor, proto v září 1877 odešla na pouť do Lurd, aby poděkovala Panně Marii za své uzdravení. Zde pocítila potřebu dát se druhým. Krátce po pouti jí zemřela matka. Po pouti se vrátila do Savigliana a zde začala pomáhat sirotkům a stala se aktivní v akcích farnosti sv. Petra. Zde se také stala rektorkou a předsedkyní Zbožného svazu Dcer Mariiných.
Stala se členkou Třetího řádu svatého Františka a poté i Třetího karmelitánské řádu. Své sliby složila 19. března 1877.
Roku 1880 odešla do kláštera aby se připravila na zasvěcený život. První pobývala v klášteře karmelitek v Moncalieri a poté v klášteře vizitantek v Pinerolo.Nakonec se rozhodla se založil novou řeholní kongregaci, což se stalo v dubnu 1881. Kongregace měla za úkol starat se o sirotky, chudé a nemocné. Giuseppina se stala její generální představenou. Kongregace byla nazvána jako Sestry Svaté rodiny ze Savigliana. Dne 8. září 1887 získala kongregace diecézní schválení a 6. října ona a dalších 11 žen složily své řeholní sliby a přijali hábit.
Zemřela 8. února 1906 v Saviglianu na zápal plic. Předpověděla si den úmrtí. Pohřbena byla v generálním domu kongregace. Dne 1. srpna 1975 získala její kongregace schválení Svatým stolcem.

## Proces blahořečení
Její proces blahořečení byl zahájen 31. ledna 1964 v arcidiecézi Turín. Dne 26. března 1994 uznal papež sv. Jan Pavel II. její hrdinské ctnosti.
Dne 15. prosince 1994 uznal papež zázrak uzdravení na její přímluvu. Blahořečena byla 17. května 1995.